# 1218 Астер
1218 Астер (1218 Aster) — астероїд головного поясу, відкритий 29 січня 1932 року.
Тіссеранів параметр щодо Юпітера — 3,609.